# 清濁音
在語音學，發音時聲帶振動的音稱爲濁音（又稱有聲音），聲帶不振動的音稱爲清音（又稱無聲音）。輔音（子音）有清有濁，而多數語言的元音（母音）均爲濁音，鼻音、邊音、半元音等响音通常也是濁音。
有时清浊也表示音系学概念，例如英语的浊塞音往往在语音学上已经清化，但在音系学上仍属于浊音。
汉语族多數漢語變體，包括官話裏的現代標準官話，若不計漢語拼音r[ʐ~ɻ]（注音符號ㄖ），都沒有濁的塞音、塞擦音和擦音。漢語拼音p[pʰ]（ㄆ）和b[p]（ㄅ）均爲清音，其分別在於次清（送氣；aspirated）與全清（不送氣／平氣／收氣；unaspirated），是兩音位（phoneme）。法语、西班牙语等拉丁族语言中，pin的p是全清音，bin的b是全濁（平氣浊）音，以北方漢語及部份南方漢語爲母語的人通常聽不出有什麽區別，但是拉丁語族語言爲母語的人則分得很清楚。反之，他們也無法分辨漢語官話中“波、得、哥”和“坡、特、科”的差別。

## 词源
「清」、「浊」说法来自传统音韵学术语。

## 分辨
塞音气流由除阻气流和跟随气流两部分组成：“不送气”无跟随气流，只有除阻气流；对应的则是有跟随气流——除阻气流之后还有跟随气流。气流也有清浊：清音气流[h]，浊音气流为[ɦ]。
| 持阻發聲態除阻气流      | 喉开态[t̚]                 | 常态浊声[d̚]           | 喉闭态[t̚͡ʔ]  |
| ----------------------- | ------------------------- | --------------------- | ----------- |
| 声门内吸气流            |                           | 内爆音[ɗ]             | 清内爆音[ɗ̥] |
| 声门外呼气流            |                           |                       | 挤喉音[tʼ]  |
| 仅肺部除阻气流          | 清不送气塞音[t]           | 浊不送气塞音[d]       |             |
| 除阻气流＋清跟随气流[h] | 清送氣塞音[tʰ]            | 预浊化清送氣塞音[d͡tʰ] |             |
| 除阻气流＋浊跟随气流[ɦ] | 预清化气声浊送氣塞音[t͡dʱ] | 气声浊送氣塞音[dʱ]    |             |

## 度量

濁塞音、不送氣清音和送氣清音的VOT示意圖

常态浊声、清不送气和清送气可以用濁音起始時間（VOT、voice onset time）来量度，通過比較輔音除阻的時刻與聲帶開始震動的時刻來區分清濁。但是对于其它发声态和气流机制，VOT有其局限。

## 漢藏語系

### 漢語
中古漢語聲母分爲四類：全清、次清、全濁、次濁。全清包括幫、端、知、精、心、莊、生、章、書、見、影、曉十一母，次清包括滂、透、澈、清、初、昌、溪七母，全濁包括並、奉、定、澄、從、邪、床、禪、群、匣十母，次濁包括明、泥、來、娘、日、疑、喻八母。按照學術界擬音，則全清包括所有的清不送氣塞音（如[p]）、清不送氣塞擦音（如[ts]）和清擦音（如[h]），次清包括所有的清送氣塞音（如[pʰ]）和清送氣塞擦音（如[tsʰ]），全濁包括所有的濁阻礙音（塞音、塞擦音和擦音，如[b]、[z]），次濁包括所有的響音（鼻音、邊通音和通音，如[l]）。
現代多數漢方言都缺乏濁的塞音、塞擦音和擦音，即中古全濁音。吳語和老湘語的塞音和塞擦音仍保留全清、次清、全濁三分的特徵。中古全濁聲母在官話和粵語等方言清化成相應清聲母。官話的塞音和塞擦音依平仄，平聲送氣同次清（如“同”字：中古定東一開平、擬音/*duŋ/；北京話/tʰʊŋ/、拼音tóng），仄聲不送氣如全清（如“洞”字，中古定東一開去、擬音/*duŋ去/；北京話/tʊŋ/、拼音dòng；“讀”：中古定東一開入、擬音/*duk/；北京話/tu/、拼音dú）。全濁聲母在粵語也變清，平聲（以及白讀的上聲）變作送氣清音，仄聲變作不送氣清音，不過，粵語還分化了聲調（見下述），全清、次清、全濁三者仍能直接區分，不像官話般混同。
閩語情況複雜，其中閩南語中古的全濁音清化，但中古的鼻音（次濁音）塞化爲鼻濁塞音。如“閩南語”三字的聲母中古漢語本來是/m/、/n/和/ŋ/，而現在成了/b/、/d/和/g/。閩南語的塞音有三組，分別是：
- pʰ－p－b，如：歹（pháinn）－擺（pái）－䆀（bái）。
- kʰ－k－g，如：起（khí）－紀（kí）－語（gí）。
- tʰ－t－d，如：天（thinn）－甜（tinn）－離（lī）。台羅拼音的「l」其實是塞音感和/n/一樣弱的濁齒齦塞音。[4]

漢語聲母的清化過程通常也伴隨聲調分化，以保持原先區別，通常清聲母字變成陰調而濁聲母字變成陽調，然而這現象不一定發生在所有聲調，如標準官話只有平分陰陽，上聲、去聲並無區分。粵語全清、次清歸入陰聲調（陰平、陰上、陰去、上下陰入），全濁歸入陽聲調（陽平、陽上、陽去、陽入），大家仍能直接分辨聲母來自中古漢語的全清、次清或全濁類。
另外，多數無清濁對立的方言，在浊音间的語流音變中允許濁不送氣塞音、濁擦音甚至濁送氣塞音出現，韓語也有類似現象。
上古漢語的情況目前尚不明確。有些學者認爲和中古漢語類似，塞音和塞擦音三分，還有人認爲其四分，即清濁各分送氣不送氣。

### 藏語
藏文（代表9世紀時的藏語發音）和中古漢語類似，也是塞音三分爲送氣和不送氣的清音，以及濁音。現代的安多方言仍然保持這種分別。而拉薩話等一些衛藏方言發生了和漢語官話相當類似的變化：全清和次清聲母保留，成爲陰調，全濁聲母當無前加字或上加字時送氣，而帶有前加字或上加字時不送氣，並成爲陽調。
對比漢語和藏語：
| 中古漢語和藏文 | 官话—北京官話                                                            | 藏语—衛藏方言                                            | 吳語—北部吴语                              | 藏語—安多方言 |
| -------------- | ------------------------------------------------------------------------ | -------------------------------------------------------- | ------------------------------------------ | ------------- |
| 全清           | 不送氣清音，平、上聲爲陰調                                               | 不送氣清音，陰調                                         | 不送氣清音，陰調                           | 不送氣清音    |
| 次清           | 送氣清音，平、上聲爲陰調                                                 | 送氣清音，陰調                                           | 送氣清音，陰調                             | 送氣清音      |
| 全濁           | 清化，平聲送氣，陽調，仄聲不送氣，上聲先歸入陽去後和陰去合併，入聲變陽平 | 清化，無前、上加字者送氣，有前、上加字者不送氣，均爲陽調 | 濁音，陽調                                 | 濁音          |
| 次濁           | 仍爲次濁，平聲陽調，上聲同清聲母上聲                                     | 仍爲次濁，無前、上加字者陽調，有前、上加字者陰調         | 仍爲次濁，陽調（偶爾陰調，稱為「陰次濁」） | 仍爲次濁      |

## 其它東方語言

### 日語
日語的塞音有清濁音之分，而送氣區別並不作爲音位考慮。清塞音和塞擦音，包括か行、た行和ぱ行在詞首弱送氣，而詞中不送氣，並非濁化。日語的“半濁音”pa行實爲清音。日語古代有濁化現象，即複合詞第二個詞詞首若爲清音，可能濁化（依具體詞而定），尤其在之前爲撥音時，通常連濁（は行可能濁化成爲ば行，也可能“半濁化”成爲清塞音ぱ行）。
日語中的漢語詞，吳音保留中古漢語的清濁區別，全清、次清混同。而漢音中全濁聲母亦清化，與全清、次清混同，而部分鼻音聲母塞化成爲濁塞音。
日語及漢語清濁對照（簡化，不考慮其他變化）：
| 中古漢語      | 全清                     | 次清                        | 全濁                                  | 次濁                         |
| 中古漢語      | /p、t、k/                | /pʰ、tʰ、kʰ/                | /b、d、ɡ/                             | /m、n、ŋ/                    |
| 標準官話 拼音 | /p、t、k/ b、d、g        | /pʰ、tʰ、kʰ/ p、t、k        | 平聲/pʰ、tʰ、kʰ/ 仄聲/p、t、k/        | /m、n、ŋ/ m、n、ng           |
| 粵語 粵拼     | 陰聲調 /p、t、k/ b、d、g | 陰聲調 /pʰ、tʰ、kʰ/ p、t、k | 陽聲調 平上/pʰ、tʰ、kʰ/ 去入/p、t、k/ | 陽聲調 /m、n、ŋ/ m、n、ng    |
| 日語吳音      | は、た、か行 /h、t、k/   | は、た、か行 /h、t、k/      | ば、だ、が行 /b、d、ɡ/                | ま、な、が行 /m、n、ɡ/       |
| 日語漢音      | は、た、か行 /h、t、k/   | は、た、か行 /h、t、k/      | は、た、か行 /h、t、k/                | ば、だ、が行 或 ま、な、が行 |

### 東南亞語言
除此之外，泰語、緬甸語、越南語和高棉語等東南亞語言也或多或少有清濁音分別，不過這些語言的清濁音狀況比較複雜，除了清濁音以外，送氣和不送氣的清塞音與清塞擦音在某些音位有時也是個別獨立的音素，也就是說，這些語言某些發音部位的塞音實際是三分而非二分。
另外，越南語和高棉語僅唇音和齒齦音處有清濁音分別，同時這兩門語言的「濁」唇音與齒齦音實際是內爆音，而非一般的濁輔音。

## 印歐語系

### 日耳曼語族
英語的塞音、塞擦音和擦音區分清濁和送气。詞首濁塞音清化，以英语为母语的人通常分不清去掉s的spin和bin的区别，沿用清辅音、浊辅音的名称只是历史原因，詞中詞尾仍有清濁區別。
德語和英語類似，也區分清濁音但不对立，而清塞音通常送氣，有辨义作用，大部分均为送气对立语言。s後面的清塞音送氣較隨意，但南部一些方言，如奧地利德語清塞音也傾向不送氣。此外，德語詞尾的濁音字母清化、送气化，如Tag（[tʰa̙ːkʰ]）。
冰島語濁塞音全部清化，此變化類似很多現代漢語族語言（如官話），且拼寫亦類似漢語拼音：在詞首，原清音送氣，原濁音不送氣。雙寫的塞音pp、tt等有前送氣的現象，即[ʰp]、[ʰt]。顫音、鼻音及邊音也在某些情況清化，例如mb發音爲[mp]，而mp發音爲[m̥p]。濁擦音則近音化。
瑞典語的清塞音詞首以及詞尾送氣，而s-後及詞中不送氣。
荷蘭語情況類似羅曼語族，即清濁對立，清音不送氣。此外，詞尾的濁音聲母清化。

### 羅曼語族
拉丁語分清濁而沒有送氣音，但拼寫希臘語借詞時用ph、th、ch來表達原本希臘語的φ /pʰ/、θ /tʰ/、χ /kʰ/，但目前歐洲各國的拉丁語讀音多只有兩套，ph、th、ch有時擦化成/f/、/θ/、/x/，有時和p、t、k混同。
現代羅曼語族（包括法語、意大利語、西班牙語、葡萄牙語、羅馬尼亞語等）也區分清濁音，但其清塞音不送氣，如ta發音類似標準官話的“搭”而非“他”。對母語沒有濁塞音的人來講，ta和da的發音難以區分。而以上述語言爲母語的人說英語時，也經常帶有將清塞音不送氣化的口音，比如他們說的pig（[pɪɡ]）接近漢語口音英語的big（[pɪk]）。法語字母r弱化爲小舌擦音，/pr/、/tr/、/kr/等輔音簇的聽感接近送氣音。意大利語當/p/、/t/、/k/緊接在/r/或/l/之前時送氣。

### 斯拉夫語族
俄語區分清濁，清音不送氣。詞尾濁音聲母清化。輔音叢中向前發生連清或者連濁的變化。

### 印度－伊朗語族
梵語及現代印度次大陸的大部分語言的塞音四分，清濁各有送氣和不送氣，如क（ka）、ख（kha）、ग（ga）、घ（gha）。